# Kostel Pammakaristos
Kostel Pammakaristos, také kostel Bohorodičky Pammakaristos, je jedním z nejznámějších byzantských kostelů v Istanbulu. V roce 1591 byl přeměněn na mešitu Fethiye („Dobyvatelská mešita“), dnes je v boční kapli neboli parekklésionu také muzeum. Kostel je jednou z nejdůležitějších památek palaiologovské architektury Konstantinopole a obsahuje největší množství byzantských mozaik v Istanbulu po chrámech Hagia Sophia a Chora.

## Historie

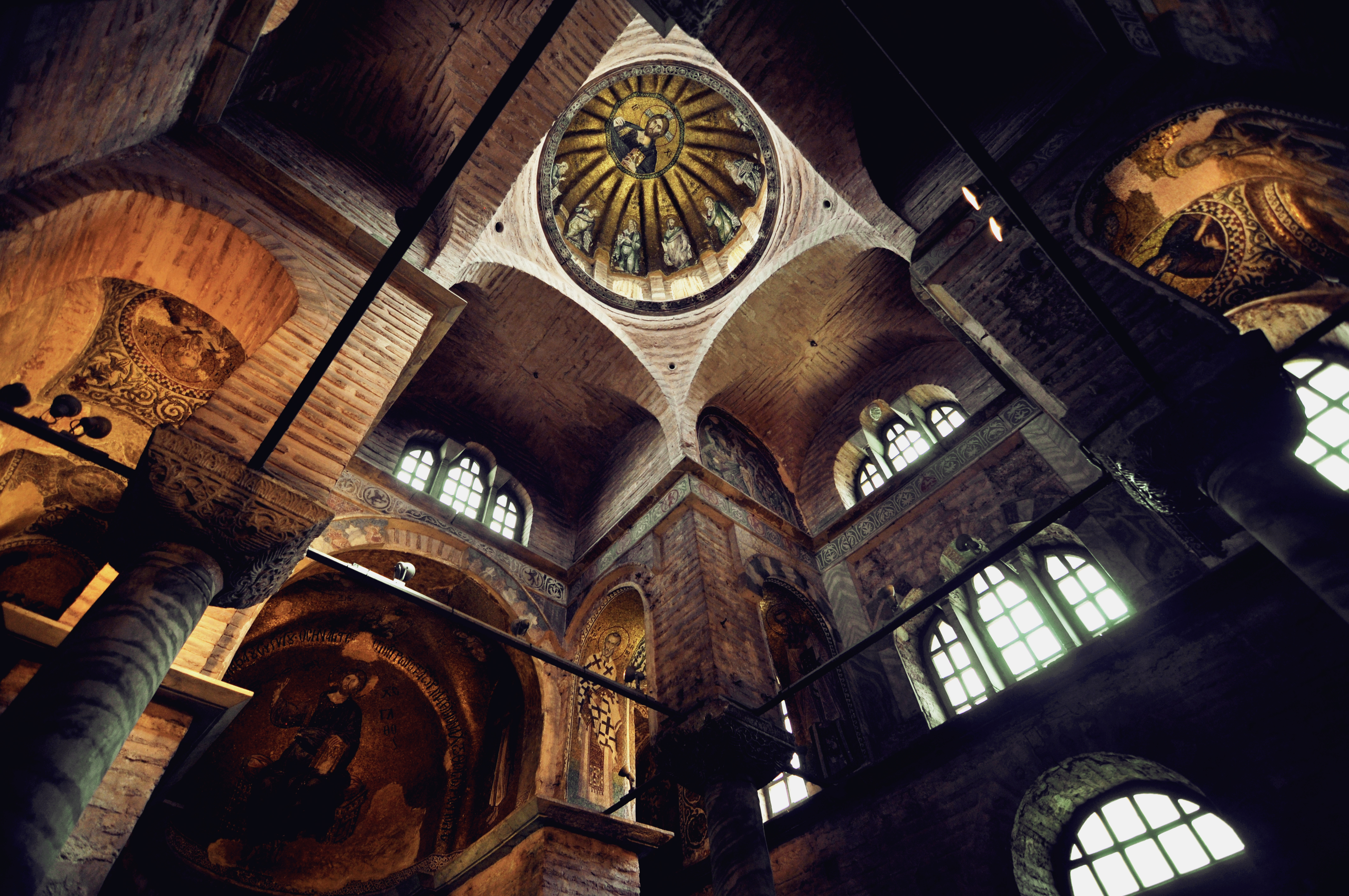
Kupole

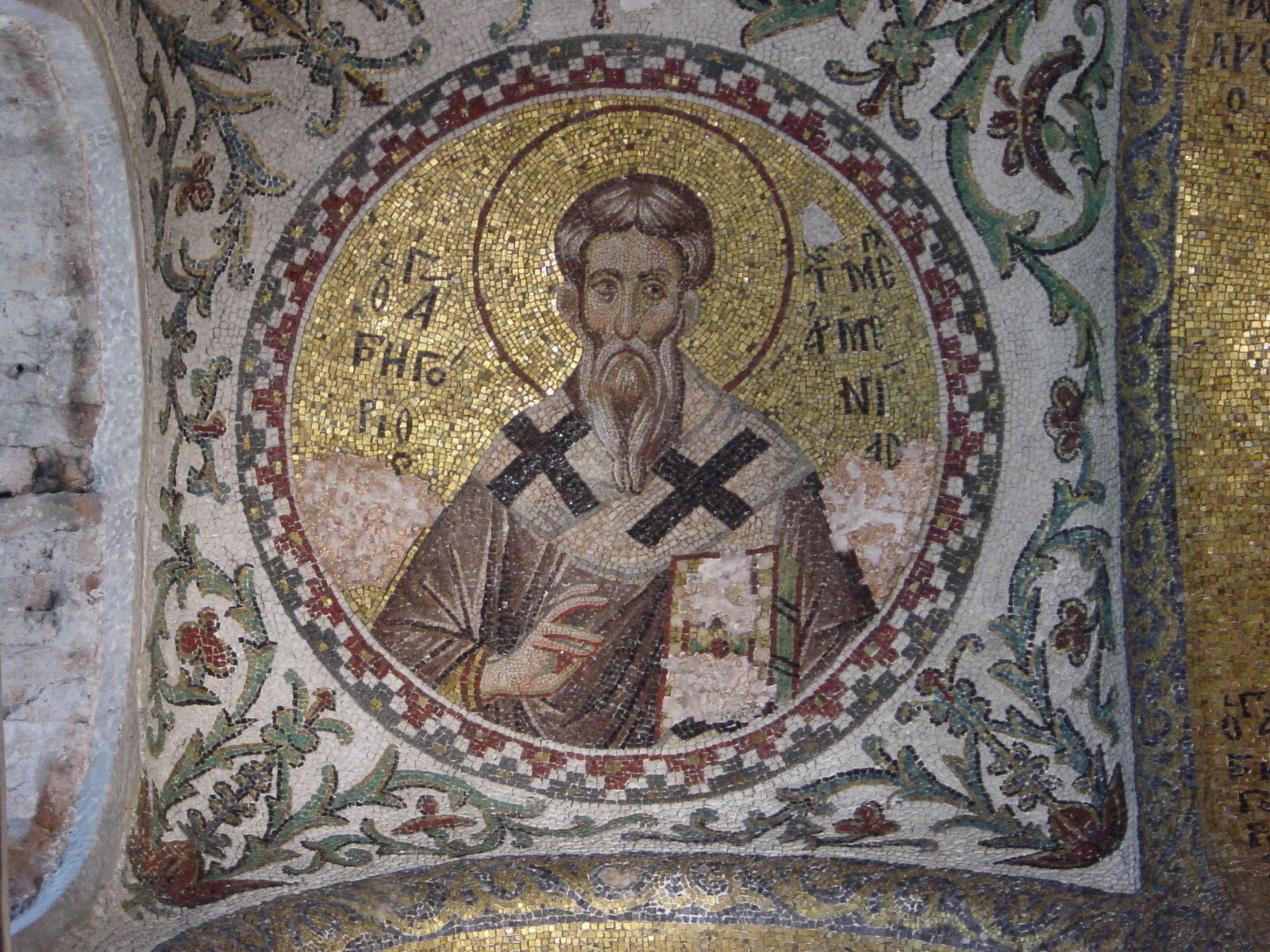
Svatý Řehoř Osvětitel

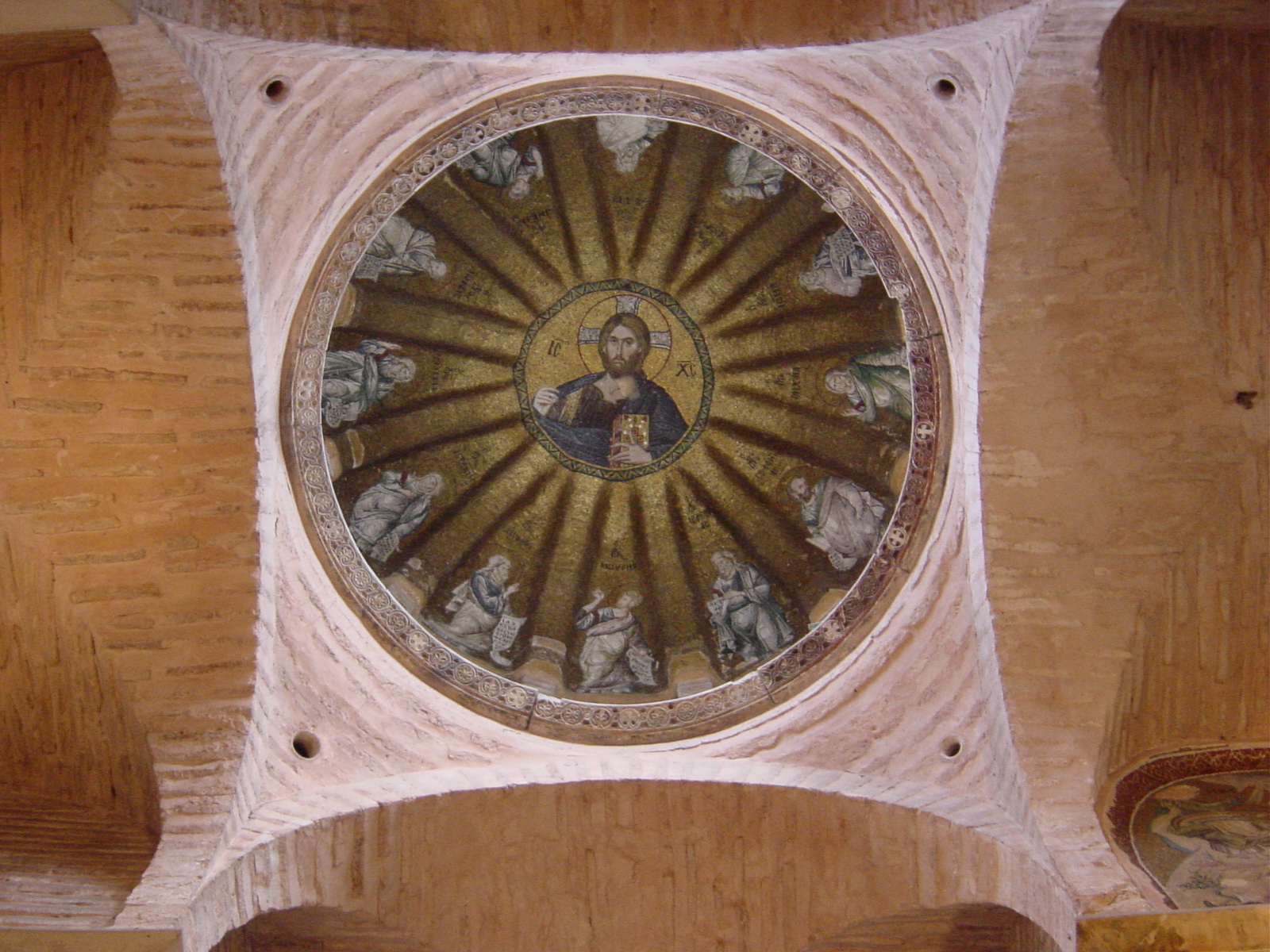
Centrální kopule parekklésionu s Kristem Pantokratorem obklopeným proroky Starého zákona

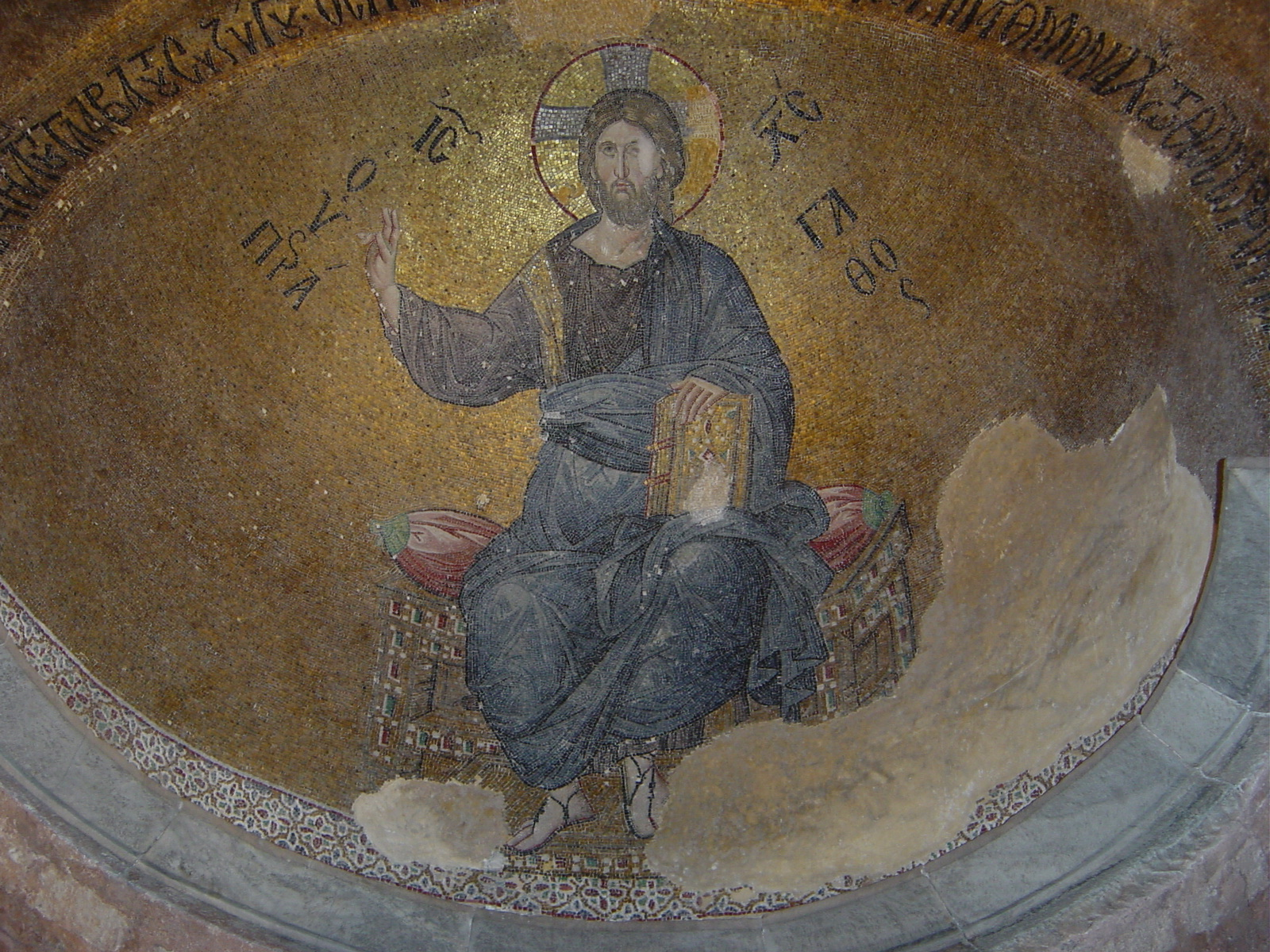
Mozaika Krista

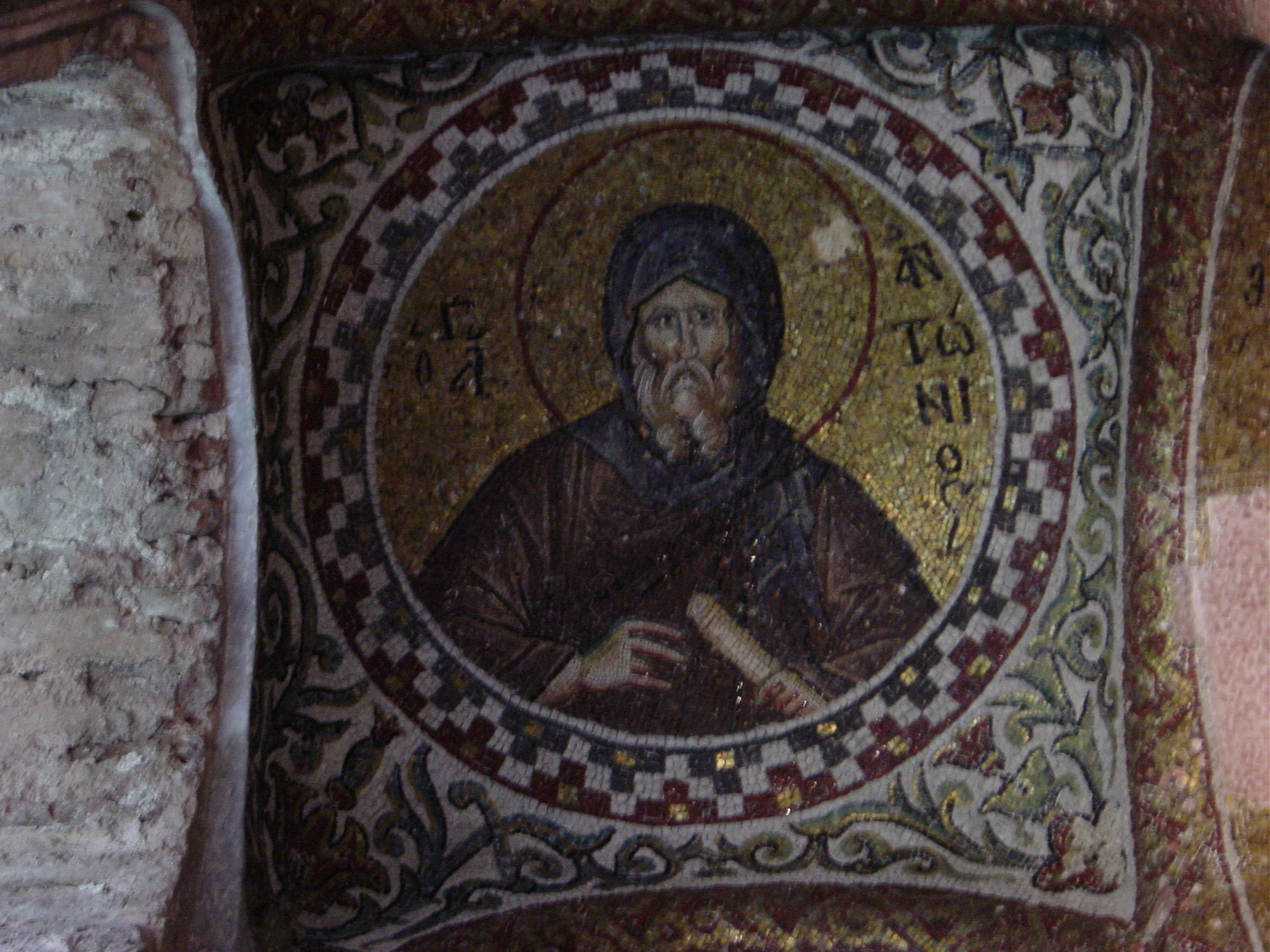
Mozaika svatého Antonína

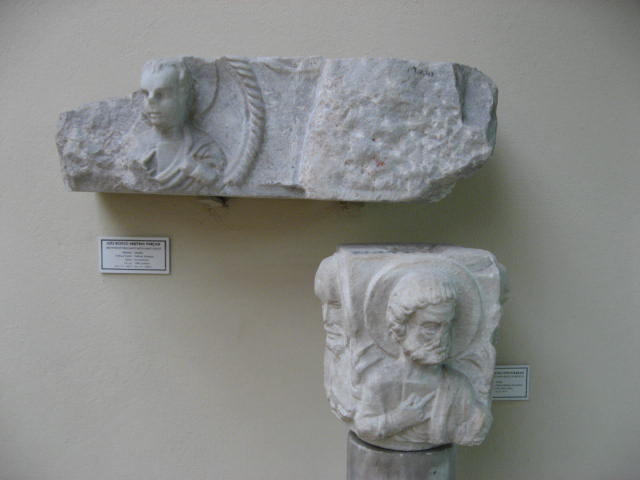
Fragmenty výzdoby (Istanbulská archeologická muzea)

Většina odborníků soudí, že kostel byl postaven mezi jedenáctým a dvanáctým stoletím. Stavitelem snad byl Michael VII. Dukas (1071–1078), možná však kostel vznikl až v komnénovském období. Švýcarský byzantista Ernest Mamboury původní budovu klade již do 8. století.
Parekklésion (boční kaple) byla přidána k jižní straně kostela v raném palaiologovském období a zasvěcena Kristu Logu (Kristus Slovo). Krátce po roce 1310 postavila Marta Glabasová malou kapli na památku svého zesnulého manžela, protostratora Michaela Dukase Glabase Tarchaneiota, generála císaře Andronika II. Palaiologa. Interiérem i exteriérem parekklésionu se táhne elegantní nápis věnování Kristu, který napsal básník Manuél Filés.
Ve stejné době byl renovován také hlavní kostel, jak ukázala studie templonu (přepážky mezi chrámovou lodí a kněžištěm).
Po pádu Konstantinopole v roce 1453 bylo sídlo řeckého ortodoxního patriarchátu nejprve přesunuto z katedrály Hagia Sofia do Chrámu svatých apoštolů, a pak v roce 1456 do kostela Pammakaristos, kde zůstalo až do roku 1587.
O pět let později osmanský sultán Murad III. přeměnil kostel na mešitu a přejmenoval jej na počest dobytí (fetih) Gruzie a Ázerbájdžánu, odtud název Fethiye Camii. V rámci této adaptace byla odstraněna většina vnitřních stěn, aby vznikl větší prostor.
Po letech zanedbávání byla budova restaurována v roce 1949 Americkým byzantským institutem a americkým institutem Dumbarton Oaks. Zatímco hlavní budova zůstává mešitou, parkklesion je od té doby muzeem.

## Architektura a výzdoba
Komnénovský chrám měl hlavní loď a dvě deambulatoria, tj. chodby kolem centrální části kostela, tři apsidy a narthex směrem na západ. Zdivo bylo typické pro komnénovskou dobu a používalo techniku zapuštěných cihel, kdy se za linií zdi umísťují střídavé řady cihel a zapouštějí se do maltového lože, jak je stále vidět v chrámové nádrži i v samotném kostele.
Přeměna kostela na mešitu velmi změnila původní stavbu. Arkády spojující hlavní loď s deambulatorii byly odstraněny a nahrazeny širokými oblouky. Tři apsidy byly také odstraněny. Na jejich místě směrem na východ byla postavena velká kupolovitá místnost v šikmém úhlu vůči budově.
Na druhé straně parkklesion představuje nejkrásnější stavbu pozdní byzantské doby v Konstantinopoli. Má typický čtvercový půdorys s pěti kupolemi, ale poměr mezi vertikálními a horizontálními rozměry je mnohem větší než obvykle (ačkoli ne tak velký jako v soudobých byzantských kostelech stavěných na Balkáně).
Přestože vnitřní barevný mramorový obklad z velké části zmizel, svatyně stále obsahuje restaurované pozůstatky řady mozaikových panelů, které, i když nejsou tak rozmanité a dobře zachovalé jako u kostela Chora, slouží jako jeden ze zdrojů pro pochopení pozdního byzantského umění.

Hlavní kupoli vyplňuje vyobrazení Krista Pantokratora, obklopeného proroky Starého zákona (Mojžíš, Jeremiáš, Sofoniáš, Micheáš, Joel, Zachariáš, Abdiáš, Abakuk, Jonáš, Malachiáš, Ezechiel a Izajáš). V apsidě je zobrazen Kristus Hyperagathos s Pannou Marií a sv. Janem Křtitelem. Neporušený Křest Páně přežil na pravé straně kopule.

Exteriér muzea
Exteriér muzea
Exteriér muzea
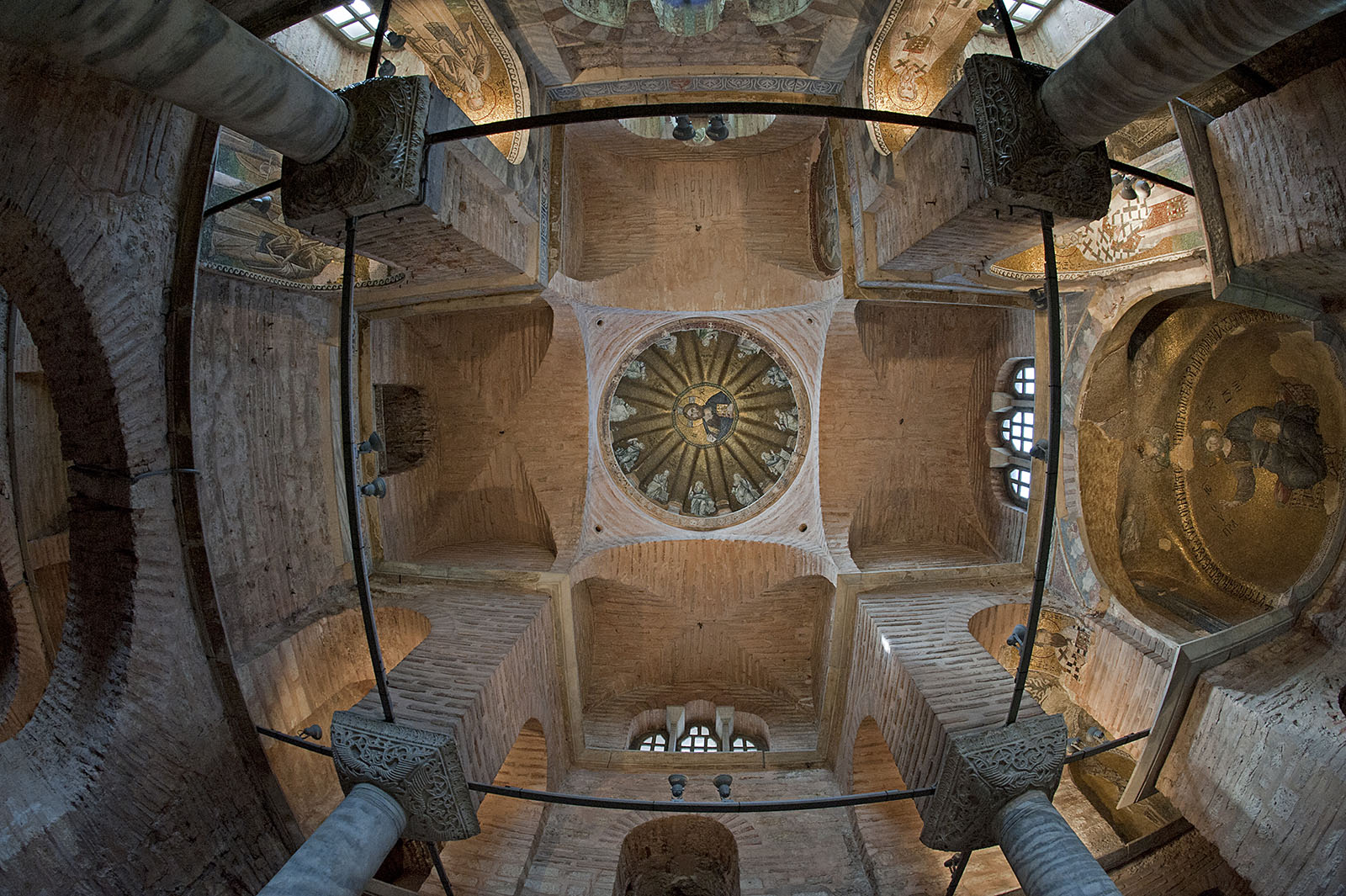
Kopule muzea
Mozaika v kopuli
Mozaika svatého Antonína Velkého
Mozaika svatého Antonína
Mozaika Krista
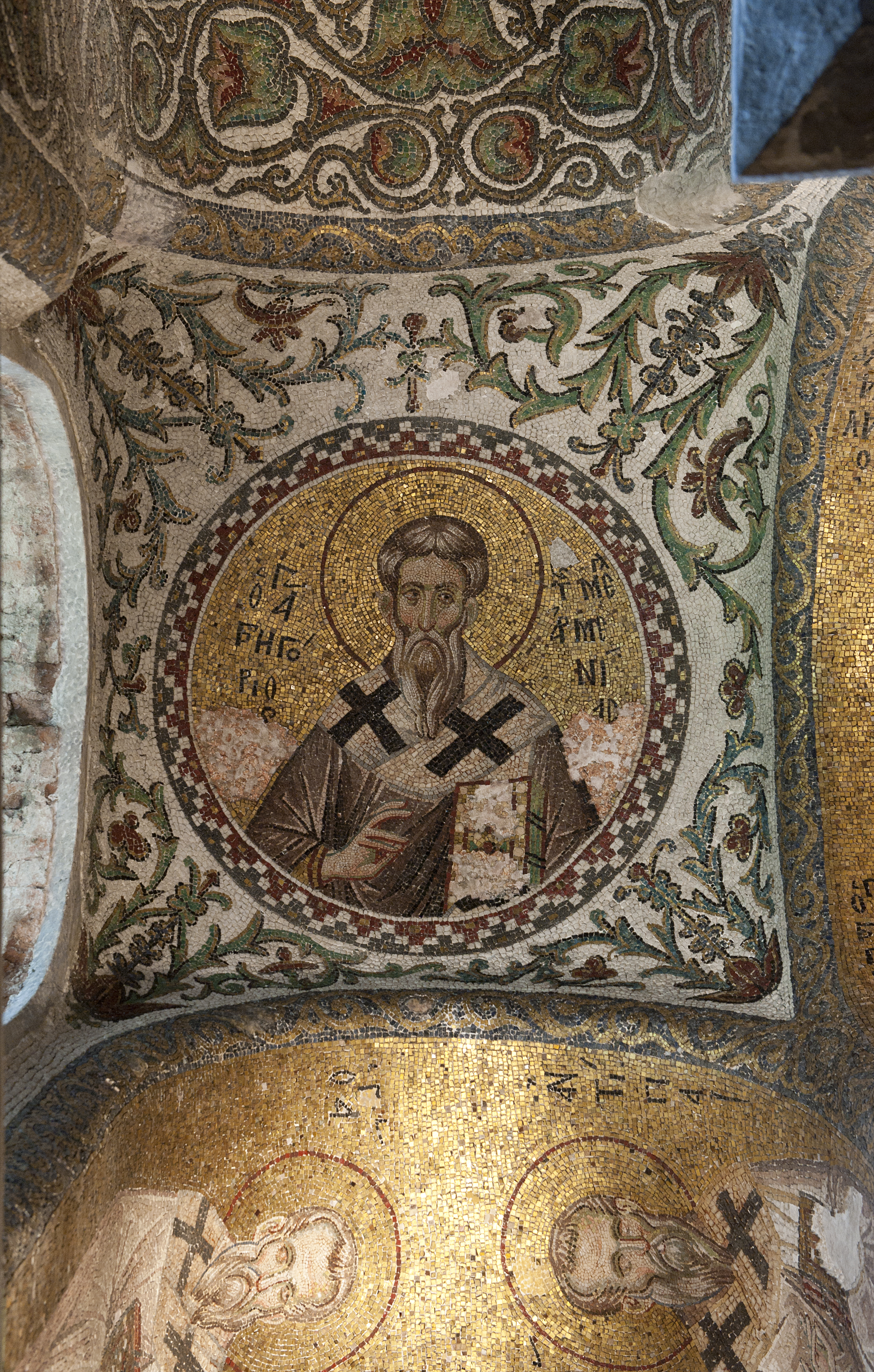
Mozaika Řehoře Osvětitele
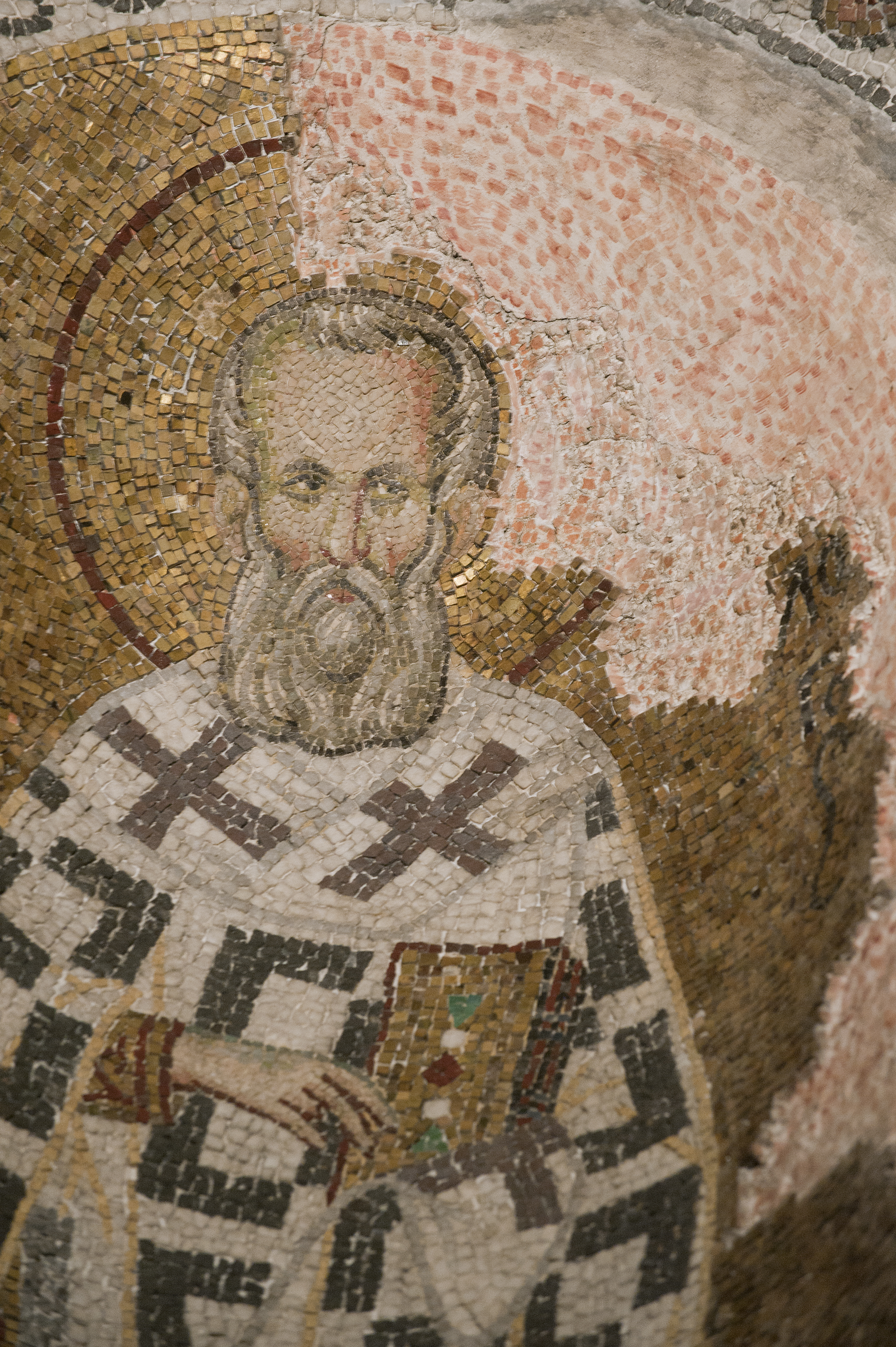
Mozaika
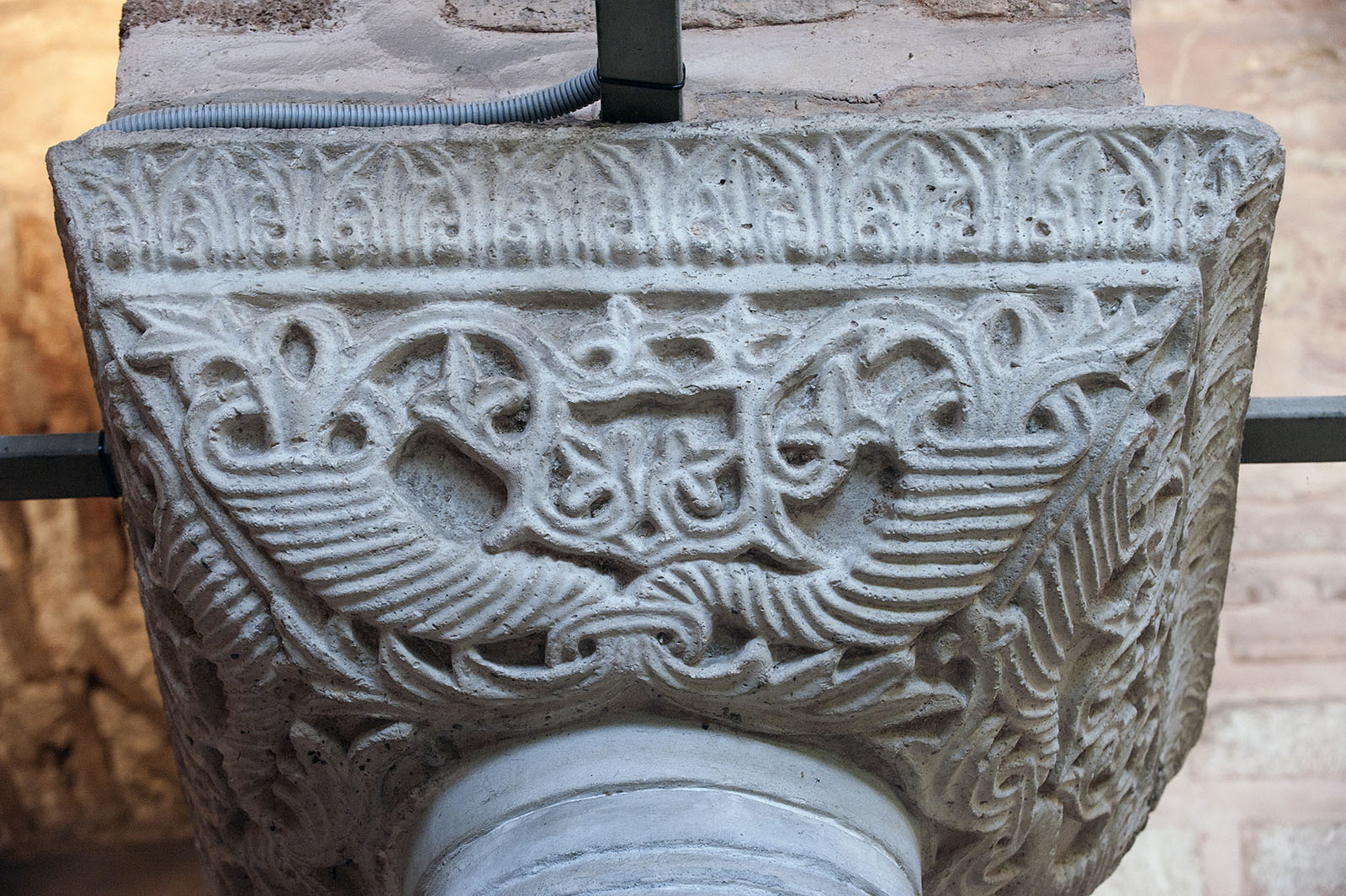
Hlavice

V komplexu stále funguje mešita. Zde je několik fotografií jejího interiéru.

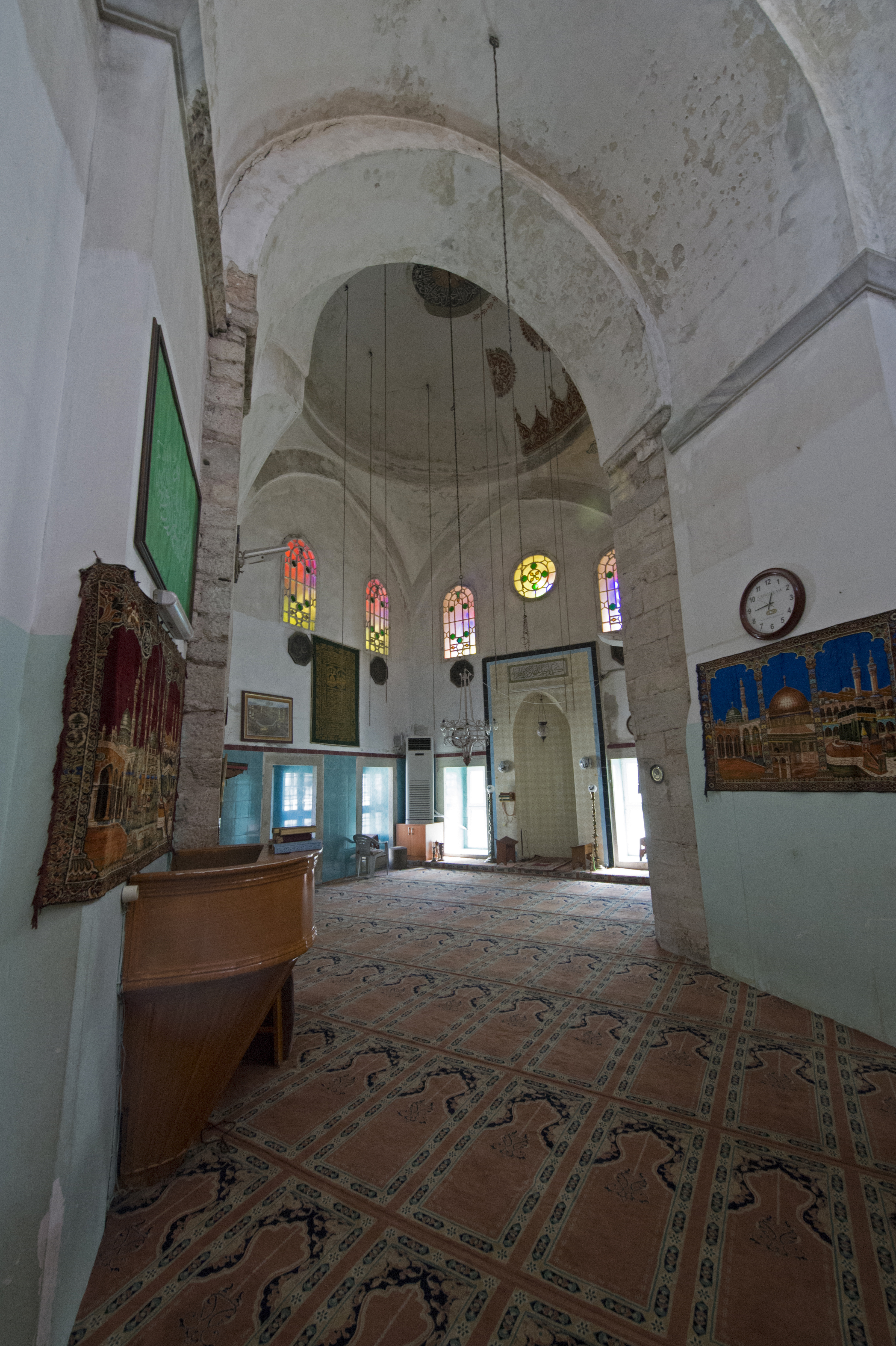
Interiér mešity
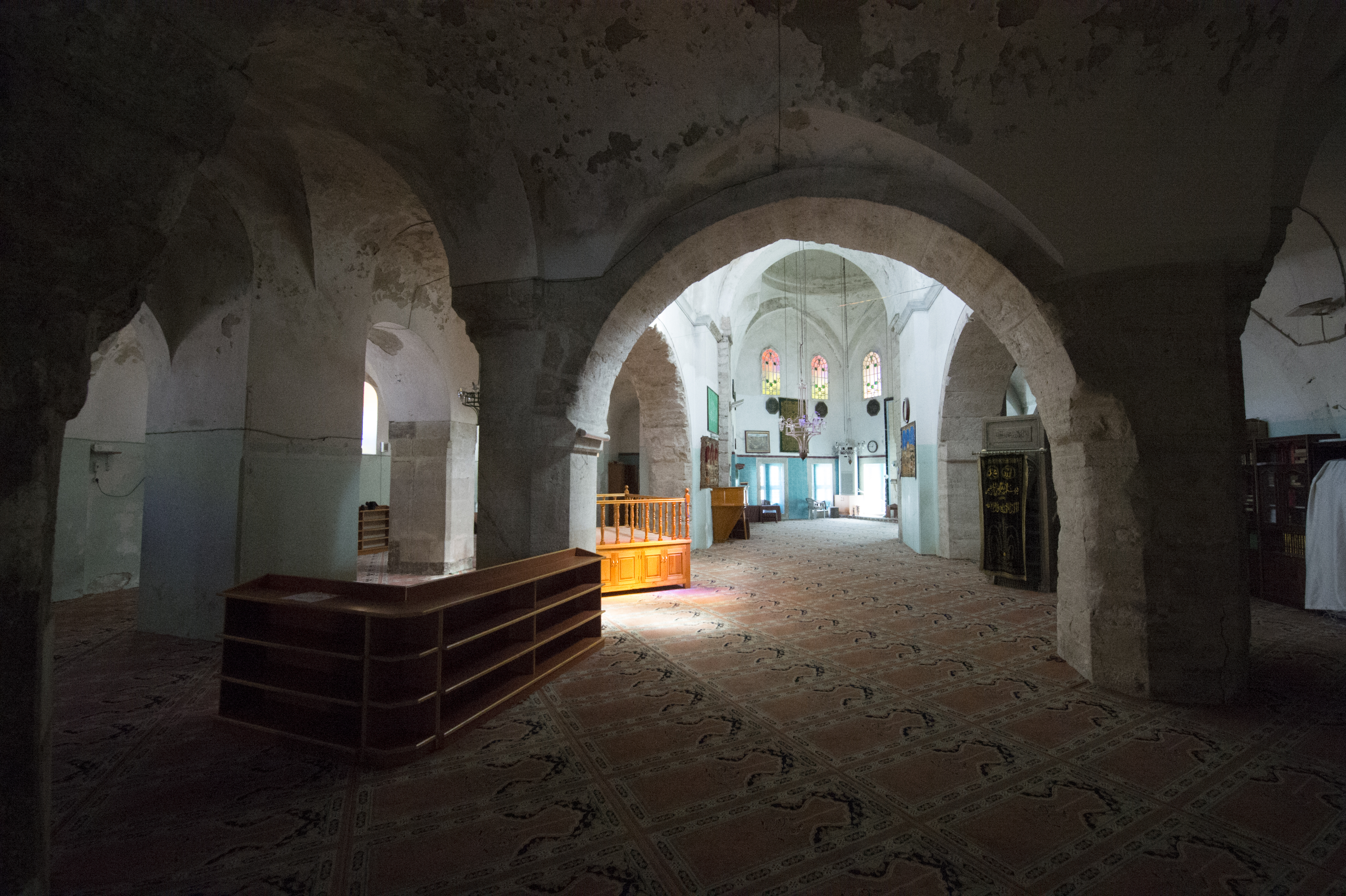
Interiér mešity
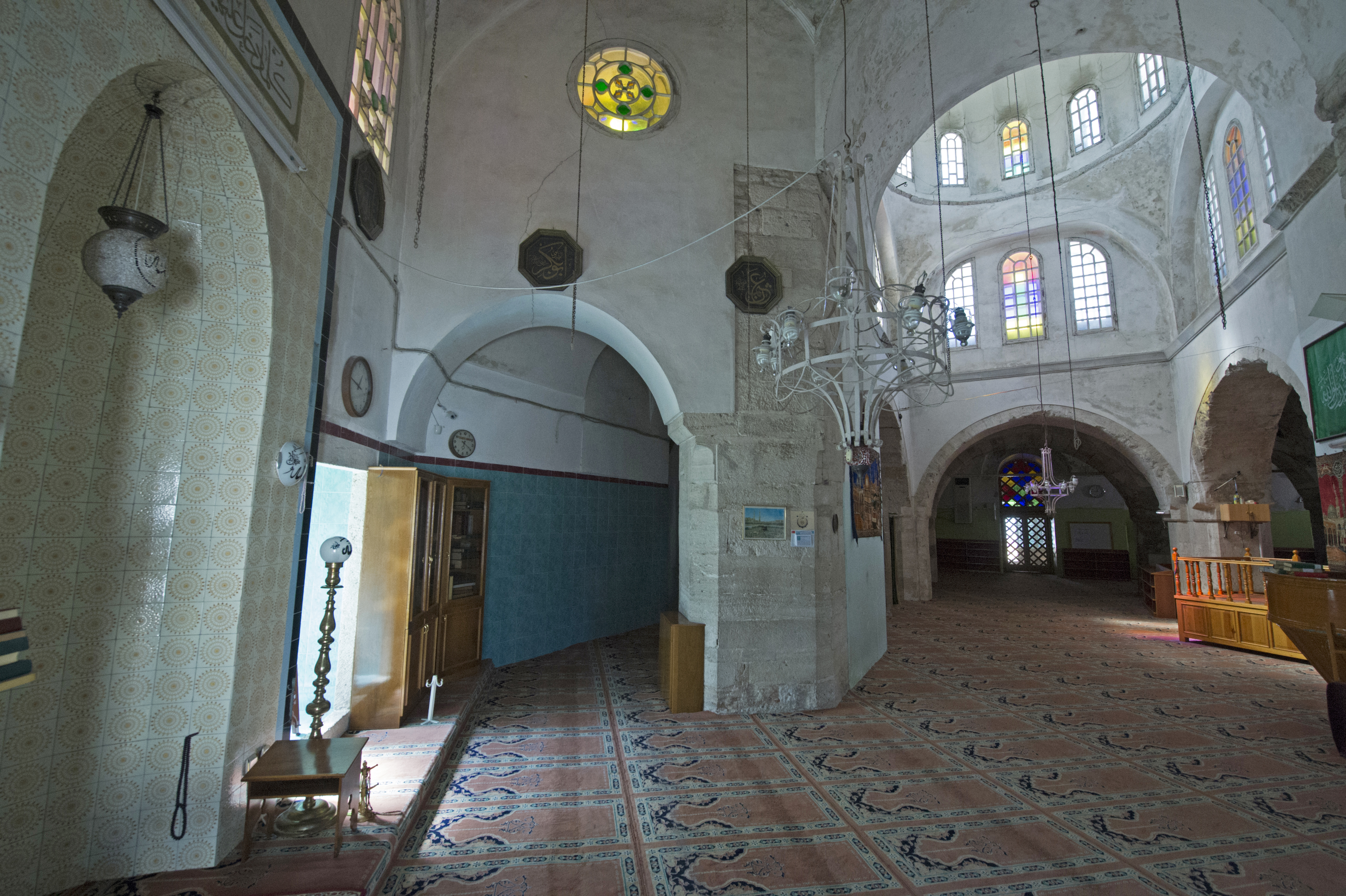
Interiér mešity
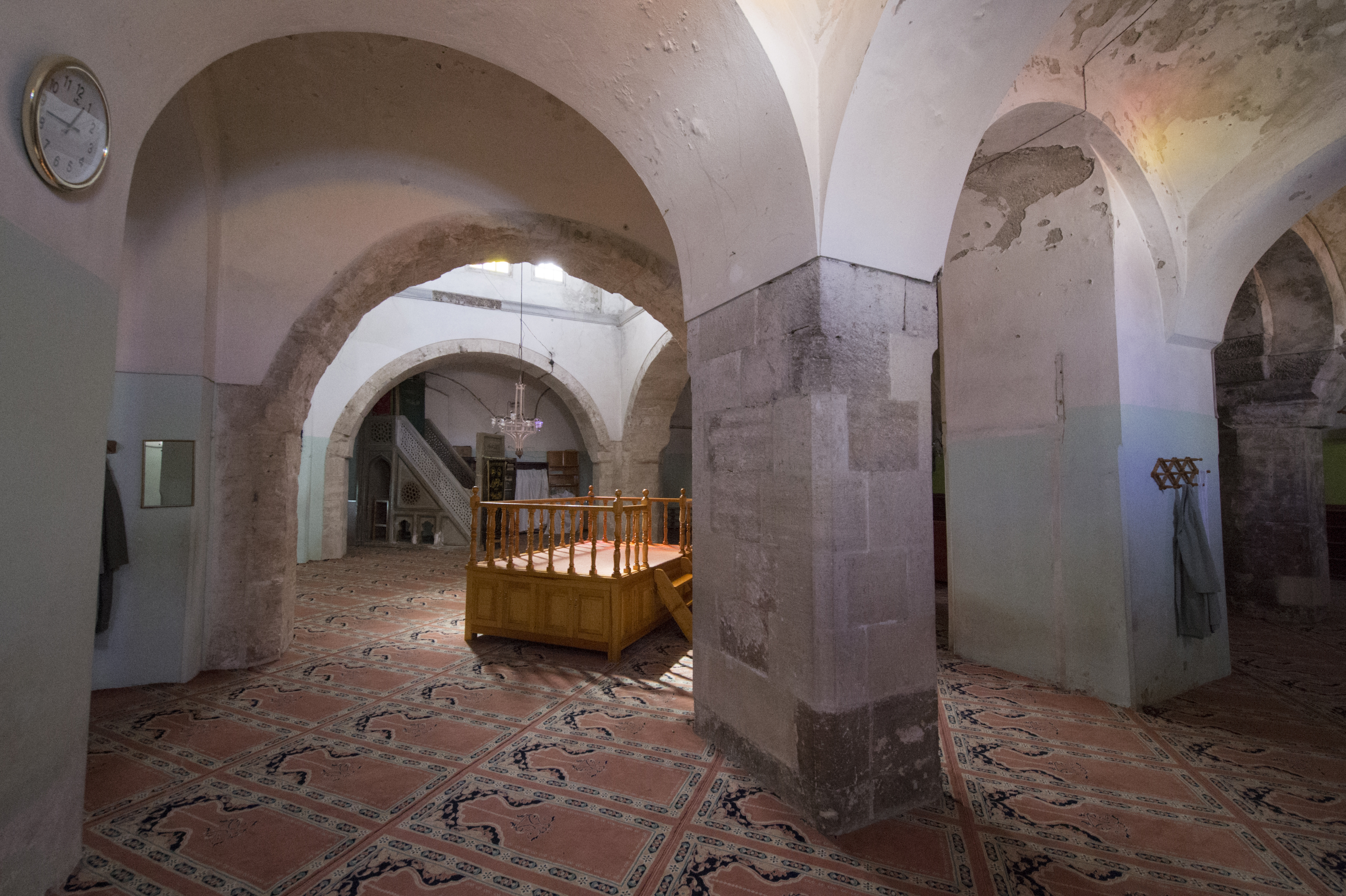
Interiér mešity
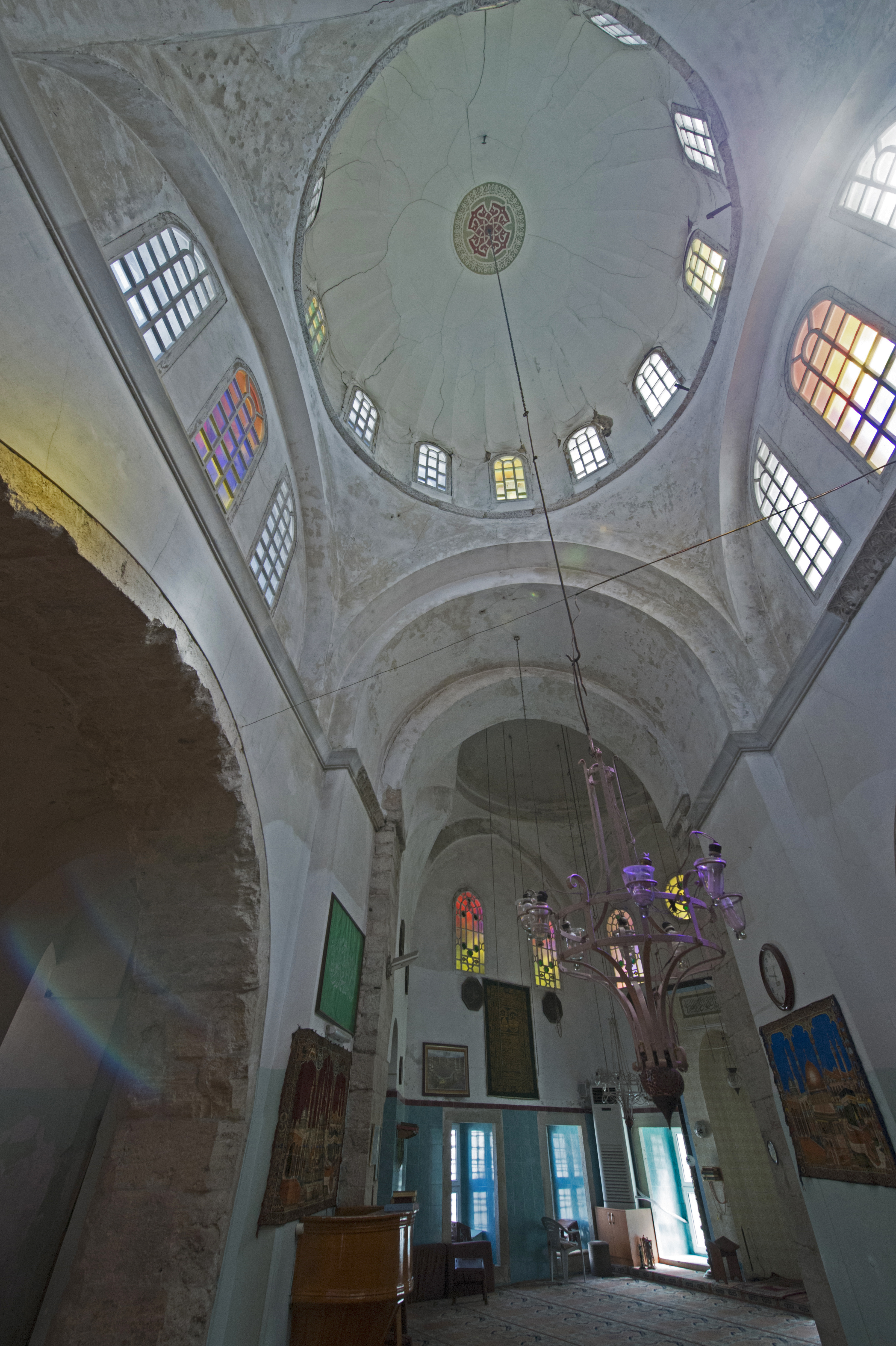
Interiér mešity
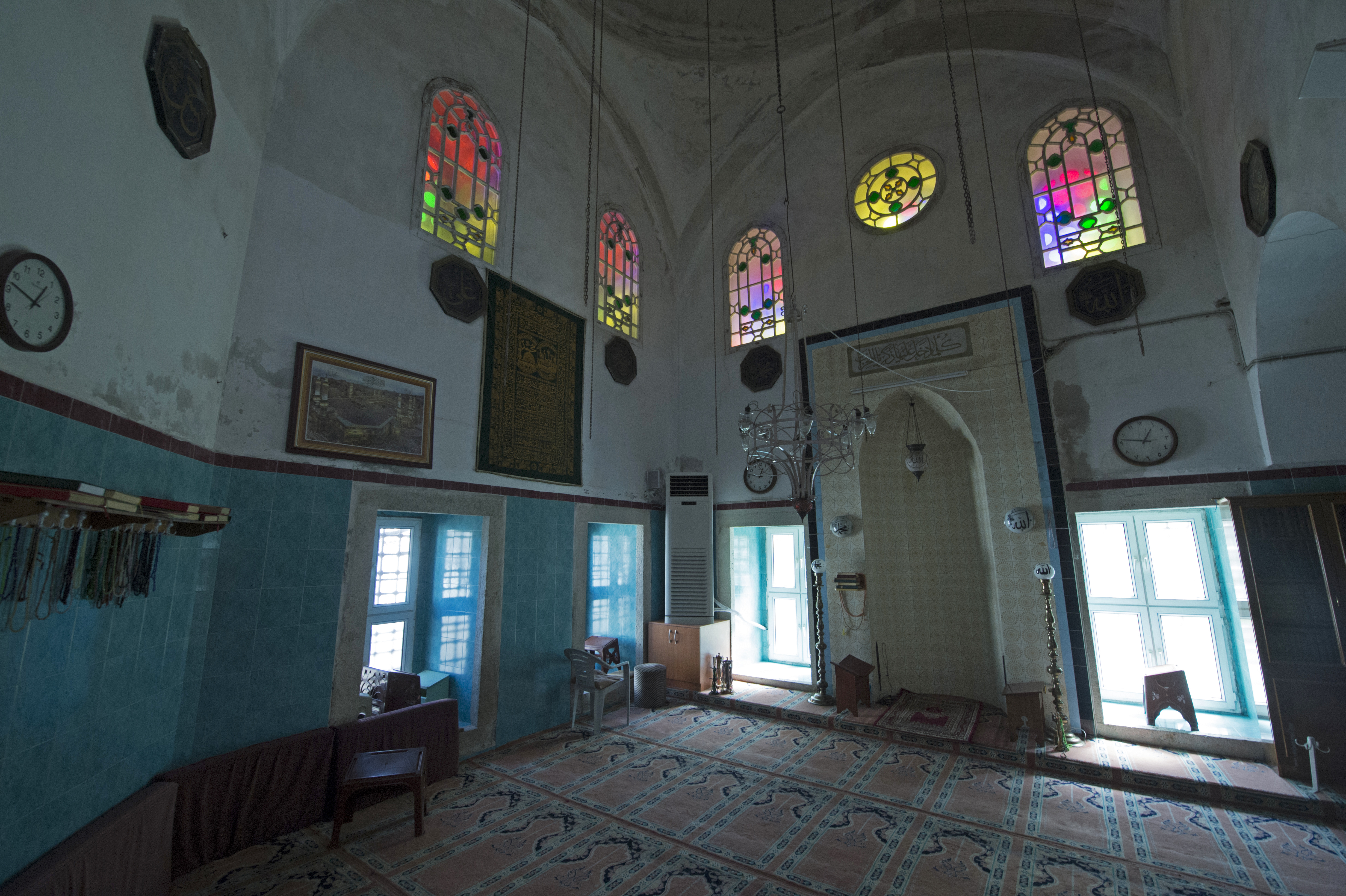
Interiér mešity

### Podobné články
- Hagia Sofia
- Monastýr Krista Pantokratora
- Chrám Bohorodice Farosské
- Chrám svatých Apoštolů
- Chrám svatého Spasitele v Chóře
- Chrám Matky Boží Vlachernské
- Chrám svatého Polyeukta
- Chrám Matky Boží Životodárného pramene
- Lips monastýr (mešita Fenari Isa)